# 君のハートにナイトイン
君のハートにナイトイン（きみのはーとにないといん）はOBSラジオで、1989年10月10日から2001年3月30日まで放送されていた番組。通称「ハーナイ」。パーソナリティは首藤健二郎。

## 概要
1989年10月10日に「夜の歌の花かご」という副題でスタートした。第一報においては「女性タレントをパーソナリティとして予定」と報じられていた。
リスナーから寄せられる投稿を、パーソナリティを務める首藤健二郎が、曲のリクエストとともにユーモアを交えて紹介。投稿はリスナーの日常の出来事などが主だったが、番組に対しての意見・要望などや、番組ディレクターについて投稿するリスナーも少なくなかった。当時の中・高校生を中心に、20代まで幅広い支持を集め、番組内の用意されたコーナーだけでなく、リスナーのオリジナルコーナーも誕生した。
当時、FM放送で全国的に人気を博した「赤坂泰彦のミリオンナイツ」の聴取率を、全国で凌駕したのが「君のハートにナイトイン」だけで、赤坂泰彦らから「OBS？」「大分の首藤健二郎って何者だ?」とライバル視されるほどの実績を残した
春休み、夏休み、冬休みにはリスナー集会も行われていた。また1995年から1997年までは「アニメマインド」と「合同リスナー集会」も行っていた。
1998年10月からは、金曜日のみ『フライデースペシャル』として、枠を拡大して放送されていた。
2001年3月30日の放送を最後に11年半の歴史に幕を閉じた。OBSラジオでは当番組終了後、平日22時台以降の自社制作を取りやめ、ニッポン放送制作ワイド番組のネット受けに切り替えている。
レギュラー放送終了後は以下のように特別番組として放送されている。
- 2002年10月 - 「OBSラジオまつり」で復活放送
- 2010年1月2日
- 2013年9月22日（22:00 - 24:00） - OBS60周年記念番組「60時間ラジオ」の一環として

## 放送時間
- 火曜～金曜 21:00 - 21:50 （1989年10月 - 1990年3月）
- 月曜～金曜 22:00 - 22:30 （1990年4月 - 1991年9月）
- 月曜～金曜 22:00 - 22:45 （1991年10月 - 1998年9月）
- 月曜～木曜 22:00 - 22:30 （1998年10月 - 2001年3月）
- 以下は「フライデースペシャル」の放送時間
  - ナイターオフ期
    - 金曜 21:30 - 22:45 （1998年10月 - 1999年3月／1999年10月 - 2000年3月）
    - 金曜 21:50 - 22:45 （2000年10月 - 2001年3月）

  - ナイターシーズン中（プロ野球ナイター中継が終了次第のスタート）
    - 金曜 21:00 - 22:45 （1999年4月 - 9月／2000年4月 - 9月）

## 主なコーナー
- 敗者復活救いの女神コーナー
- こんなときにこんな歌
- ハーナイランキング
- 「おるおる」のコーナー

## 公開録音の行われた都市
- 大分市
- 別府市
- 中津市
- 佐伯市
- 臼杵市
- 杵築市